# Антігуедад (Паленсія)
Антігуедад (ісп. Antigüedad) — муніципалітет в Іспанії, у складі автономної спільноти Кастилія-і-Леон, у провінції Паленсія. Населення — 409 осіб (2010).
Муніципалітет розташований на відстані близько 170 км на північ від Мадрида, 55 км на схід від Паленсії.

## Демографія
Динаміка населення (INE ):